# Horky (Tábor)
Horky (německy Bergstädtel bei Tabor) jsou vesnice, část města Tábor ve stejnojmenném okrese v Jihočeském kraji.

## Historie
První písemná zmínka přímo o Horkách pochází z roku 1554. Ovšem už v roce 1268 zvěstuje kronika Vítkovců, že se zde nacházely stříbrné doly, které Sezema z Ústí nechtěl králi Přemyslu Otakaru II. vydat a raději je „pobořiti ráčil“.
V 16. století však bylo dolování stříbra obnoveno, jak vyplývá ze zprávy královského perkmistra. Pracovalo se zde dokonce na třech místech. Jedna ze štol prý byla zavalena vodou a proto kutání stříbra se zaměřilo na zbývající dvě štoly, které měly – na tu dobu – úctyhodnou hloubku, cca šestnáct metrů (30 láter). Podle zpráv doručených císařovi Maxmilianovi do Vídně v letech 1549–1579, byla u Pintovky jedna ze štol prodloužena až na cca 460 metrů (900 láter).
Z let 1592–1764 existují záznamy pouze kusé, protože stříbrná žíla se asi vyčerpala a kutání ochablo na minimum. Tak např. v roce 1767 pracovalo na Horkách a Pintovce všeho všudy, kromě šichtmistra a písaře, jedenáct havířů. V roce 1770 práce dokonce na několik desetiletí ustaly.
V roce 1832 bylo dolování opět obnoveno, ale pro velmi nízkou produktivitu v roce 1854 zastaveno. V roce 1857 nastoupilo 10 horníků, aby obnovili pokusy hledat další stříbrné žíly. Pokusy byly vesměs neúspěšné a tak byli v roce 1860 na Horkách pouze tři pracovníci. V témže roce byly veškeré aktivity v dolech zastaveny, neboť šachty provalila voda a spodní části, kde by snad mohla být nějaká zbývající ložiska, byly beznadějně zaplaveny vodou.
Rudolf Cikhart k tomu dodává: „Spodina na Horkách obsahuje stříbronosný leštěnec olovnatý, červené a hnědé blejno (Sprödglaserz), též ryzí stříbro mechovité a vláskovité a něco rudku klencového v žilách křemene jež se táhnou v rule.“ Naproti tomu Urbář táborský ze 16. století se zmiňuje o dolování „zlata“ na Horkách a Pintovce, ten ale nebazíruje na přesných empirických důkazech a jeho záznamy jsou z větší části mystifikacemi.[zdroj?] Je přesto možné, že byly zlaté žily v těchto místech ve středověku hledány.
Ještě koncem devadesátých let zde bydlel se svojí ženou Marií, Jan Nepomuk Nádherný z Borutína, než se přestěhoval na svůj zámek v Chotovinách u Tábora.

## Obyvatelstvo
| Rok            | 1869 | 1880 | 1890 | 1900 | 1910 | 1921 | 1930 | 1950 | 1961 | 1970 | 1980 | 1991 | 2001 | 2011 | 2021  |
| -------------- | ---- | ---- | ---- | ---- | ---- | ---- | ---- | ---- | ---- | ---- | ---- | ---- | ---- | ---- | ----- |
| Počet obyvatel | 150  | 233  | 254  | 218  | 268  | 273  | 234  | 279  | 303  | 441  | 607  | 705  | 720  | 943  | 1 047 |
| Počet domů     | 29   | 37   | 39   | 39   | 44   | 45   | 49   | 83   | 127  | 108  | 155  | 212  | 230  | 309  | 359   |

## Obecní správa
Při sčítání lidu v letech 1850–1879 Horky byly osadou obce Čelkovice v okrese Tábor. V letech 1880–1971 byly samostatnou obcí v okrese Tábor. Od 26. listopadu 1971 jsou částí města Tábor ve stejnojmenném okrese, kdy se konaly městské volby. V letech 1961–1971 k obci patřily Větrovy.

## Doprava
Přes vesnici vede železniční trať Tábor–Bechyně z roku 1903.